# Ливади (Пијерија)
Ливади (грч. Λιβάδι) је насељено место у општини Пидна-Колиндрос у периферији Средишња Македонија, Грчка. Према попису из 2021. године било је 183 становника.
Према бугарском географу и историчару, Василу Канчову, у Ливадију је 1900. године живело 42 Грка. Село се раније звало Волчишта.